# 郝廷华
郝廷华（1940年3月—），男，汉族，河北高碑店人，中华人民共和国政治人物，曾任河北省人大常委会副主任。